# CanSat

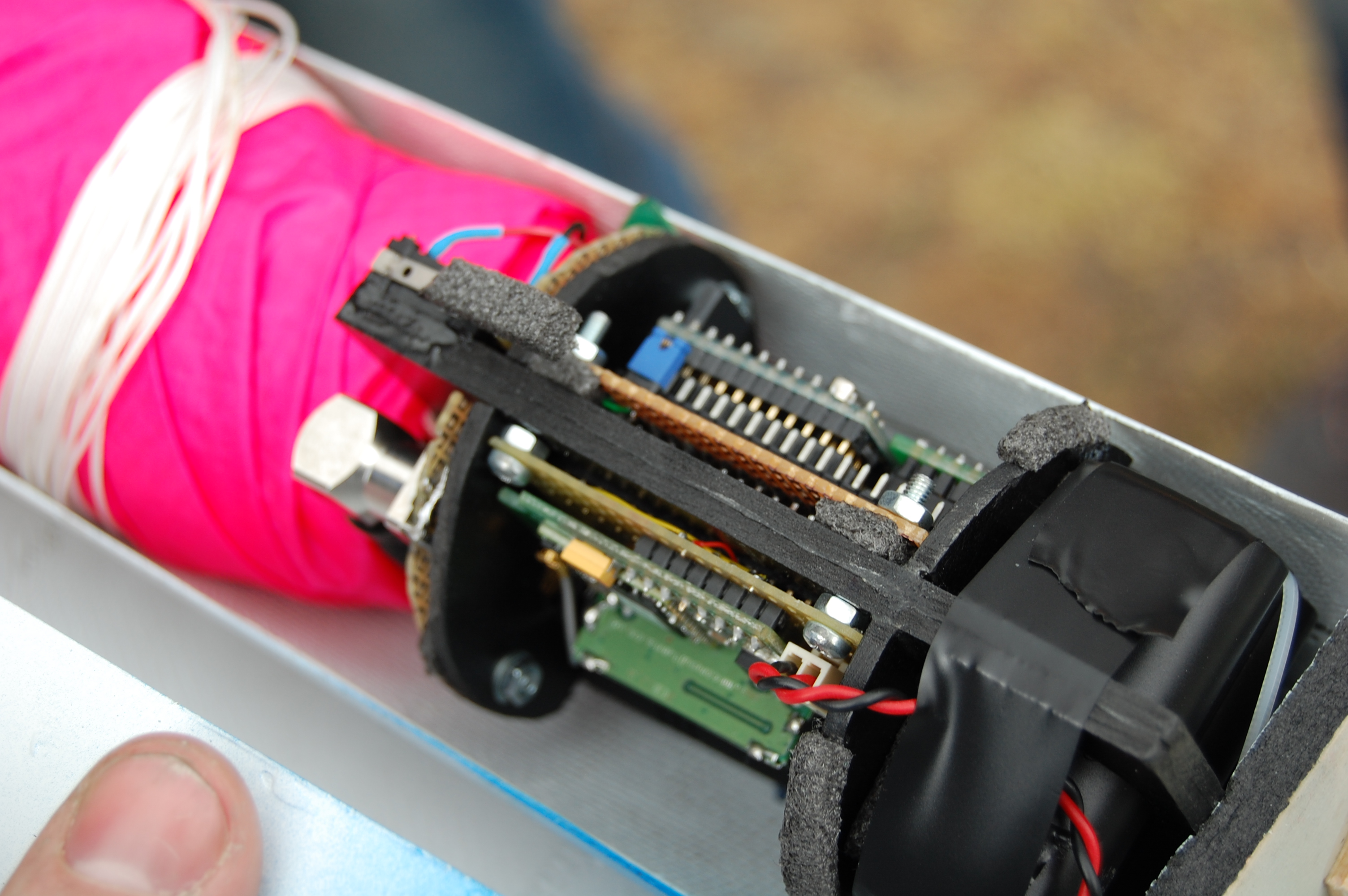
CanSatの内部機構

CanSat（カンサット）あるいは缶サット（かんサット）とは、宇宙技術の教育を目的として、小型衛星で用いられるものと類似の技術を使用して製作される、飲料水の缶サイズの小型の模擬人工衛星である。あくまで模擬人工衛星であり、実際に大気圏を離脱したり地球を周回したりすることはない。

## 概要
CanSatの競技では炭酸飲料水の缶(直径66ミリメートル、高さ115ミリメートル)の内部に収まる事が必要とされており、重量は350グラム未満である。 アンテナは外部に設置してもかまわないが直径はCanSatが打上げ機から分離するまでははみ出てはいけない。また、それよりも大型であるOpen規格も存在する。
CanSatは原則として小型のロケット（モデルロケット）から放出されるが、競技によって放出高度はまちまちである。 CanSatは回収時の損傷を限定的に留め再利用するために一般的にはパラシュートによる回収システムを備える。打ち上げに用いられるロケットは公平を期すために通常は1機種であるが、ロケットの個体差や風向等の諸条件により、到達高度が異なる場合がある。
日本国内の競技ではCanSatの放出に気球を使用して高度200メートル前後から放出される例が多い。ロケットによる射出高度もアメリカやオーストラリアのように無人の砂漠地帯で実施される競技と日本国内での競技とでは異なる。
近年ではスマートフォンに使用されるMEMSによる技術を応用した加速度センサーやジャイロセンサー、磁気センサーが小型化、低価格化されたことやそれらの搭載例や技術情報がネット上で入手できるようにより、それらを搭載した高機能の機種が主流になりつつあり、徐々に参加者達の水準が向上しつつある。また一部の参加者はモデルロケットやペットボトルロケットの打ち上げ経験もあり、技術向上の相乗効果が期待される。打ち上げ手段や射出高度等、国際大会と国内大会でのルールに若干の相違がある場合があり、国内での競技では着地後、遠隔操作や自律制御でローバーを操縦して目的地に到達する。海岸付近が競技会場の場合、海上に着水することにより、回収不能になる事例もあり、会場の選定に改善が望まれる。

## 歴史
1998年、アメリカと日本の12大学からの約50人の学生達と教師達がハワイで開催された"大学宇宙システム会議"University Space System Symposium (USSS) 98にて顔を合わせた。ここでスタンフォード大学のBob Twiggs名誉教授は、後にナノサテライト計画になる初期の概念を提案した。 その概念は炭酸飲料の大きさの構造体（体積は約350ミリリットル、重量は約500グラム）を宇宙空間に打ち上げるというものだった。計画は1999年9月11日にARLISS計画としてアメリカと日本の大学によってに実施され、中断することなく継続されている。350ミリリットルの衛星3機またはより大きな体積の衛星を打ち上げるという初期の概念は現在でも継承される。使用されるロケットは1.8キログラムを高度4000メートルまで運べる能力を有し、約400ドルでの廉価な宇宙飛行への扉を開く。
2000年のミッションは大幅に変更された。気圧計やディファレンシャルGPS(誤差補正GPS)システムによる着陸システムが導入された。2001年には衛星が直接目的地に着地するカムバックカテゴリーが追加され、プロジェクトはより複雑になった。このミッションは大成功で2002年には東北大学の宇宙ロボット研究所の学生達が目的地から45メートルの地点に到達し、2006年には6メートルに達した。この種の衛星に対する関心は高まりつつある。2003年には東京大学がCanSatよりも大きくて立方体の形状の2機のCubeSatを軌道に投入した。毎年、アメリカ合衆国ネバダ州ブラックロック砂漠で国際大会であるARLISSが開催される。
近年、Bob Twiggs教授によって提案されたのと同様の概念で、ARLISSの影響を受けた複数の競技が国内外で開催される。日本では8月に能代宇宙イベントで競技が開催され、2008年から高校生を対象とした『缶サット甲子園』が開催され優勝校はARLISSへの出場権が与えられる。

## 主な大会
- ARLISS -  アメリカ合衆国ネバダ州

### 日本国内
- 能代宇宙イベント - 秋田県能代市
- 種子島ロケットコンテスト - 鹿児島県南種子町
- 缶サット甲子園 - 秋田県秋田市

## CanSatの運用

### 主な要素
いずれのCanSatでも複数の要素が共有される:
充電池
ロボットの全てのシステムの運用に供する電力と本質的にはいかなるロボットや電気装置に最も普及していて電流-重量比が優れるリチウムポリマー充電池が使用される(LiPo)。
マイクロプロセッサ
ロボットの心臓部で(高度計、加速度計、送信機等)外部のセンサーからの信号を集め、プログラムで処理する。大半のマイクロプロセッサは内部メモリーにデータを保管でき、飛行中の複数のセンサーからの情報の保管に便利である。
この水準には以下の様な市販のマイクロプロセッサが使用されるほか、近年はRaspberry Piのような廉価なシングルボードコンピュータやスマートフォンを搭載する事例も見られる。
- Arduino
- mbed

### 第2の要素
上述の要素に加えてミッションに応じて必要な機器が追加される。
気圧計
圧力を測定してマイクロプロセッサに接続して圧力に起因する電圧の信号を送る。マイクロプロセッサは標準的な大気状態で高度計として機能する目的で使用される。
使用される気圧計の一例：
- SCP1000

温度計
運用は気圧計に似ているがマイクロプロセッサに送られる電圧信号は計測された温度に依存する。マイクロプロセッサはこの信号を温度値に変換する。
使用される温度計の例：
- MAX6675
- TMP102

| CanSatのロケット(左)と発射されるCanSat(右) |  | CanSatのロケット(左)と発射されるCanSat(右) |
| CanSatのロケット(左)と発射されるCanSat(右) |  |                                            |

GPSモジュール
地球を周回する衛星ネットワークから常時位置情報と送信時刻が送信される。このデータから受信機は三角測量法で自身の位置を常時高精度で得られる。この位置情報はデータ伝送路としてシリアルポートからマイクロプロセッサに送られる。
設計段階においてGPS受信機は飛行中視界から見失っても測位できるように搭載する。CanSatの金属製の構造体内部で受信機は常時測位するために構造体は視界を妨げるべきではない。
受信モジュールには対共産圏輸出統制委員会(COCOM)規制の名残で高度18,000 m (59,000 ft)以上、速度1,900km/h以上では大陸間弾道ミサイルのような用途への搭載を防ぐために制限がかけられており、使用できない。
カメラ
CanSatが降下中に撮影する目的でCanSat内に小型カメラを搭載可能である。CanSatは飛行中、外部からのカメラの遠隔操作は認められないのでマイクロプロセッサからの指令により撮影する。
CanSat用のカメラの一例：
- カメラC328
- CameraC328

加速度計
このシステムは1軸或いは異なる複数の軸の加速度計で構成される。全ての加速度計はそれぞれの軸の加速度を計測する。加速度計はデータを収集したり位置を認識(慣性航法)する目的で使用される。加速度計はジャイロセンサーと組み合わせて位置を認識する慣性航法装置(INS)と呼ばれる。校正が正常でなければ誤った値が計測される。これの利点は外部の電磁波に影響を受けるGPSが不要であることである。
最もよく使用される加速度計：
- ADXL345
- LIS302

ジャイロセンサー
このシステムは1軸或いは異なる複数の軸のジャイロセンサーで構成される。全てのジャイロセンサーはそれぞれの軸の角速度を計測する。ジャイロセンサーはデータを収集したり位置を認識(慣性航法)する目的で使用される。ジャイロセンサーは加速度計と組み合わせて位置を認識する慣性航法装置(INS)と呼ばれる。校正が正常でなければ誤った値が計測される。これの利点は外部の電磁波に影響を受けるGPSが不要であることである。
最もよく使用されるジャイロセンサー:
- ITG-3200
- L3GD20

磁気センサー
CanSatの方角を知る必要のある時に使用される。従来の方位磁石とは異なり小型軽量で高精度である。角度の値はマイクロプロセッサへ送られる。もしCanSatにGPS受信機の搭載しない場合にはこのセンサーは有用である。
使用される型式の例：
- CMPS03
- HMC6352
- HMC5843

## CanSatの種類
主に2種類のCanSatと3つのカテゴリーがあるが、国や大会によってカテゴリや規則は異なる場合がある。

### テレメトリー
これは飛行中のデータを地上局へ実時間で送信する。CanSatのこのカテゴリでは外部からの操縦装置を備えないで自立的に制御される。

### 帰還
発射地点へ戻る競技。GPSや慣性航法等の機器を駆使する。
- パラシュートまたはパラグライダーを備えたCanSat - パラシュートまたはパラグライダーを備えて自律で降下飛行する。
- 翼または回転翼を備えたCanSat - 発射時には畳まれていた翼や回転翼を降下時に展開して、滑空またはオートローテーション等で降下する。

### オープンクラス
上記の2クラスに属さない。新技術を実証したりする既存のカテゴリの枠には当てはまらない型破りな機種がある。

## 活動中の主なチーム
- 北海道科学大学
- 北見工業大学　Nociws
- 室蘭工業大学: SARD
- はこだて未来大学
- 秋田大学
- 会津大学: IPL
- ものつくり大学: 宇宙開発研究プロジェクト MAXS
- 筑波大学: STEP
- 埼玉大学: あかとき
- 東京大学: UT-RAIDEN
- 東京大学: FENNEC
- 東京工業大学: SpaceTrekkers
- 東京電機大学: 理工学部 自動車工学研究室
- 電気通信大学: ロボメカ工房フライト部隊
- 電気通信大学: ロボメカ工房OB
- 電気通信大学: 高玉研究室
- 日本大学: 理工学部宇宙構造物システム研究室
- 日本大学: CIT-宇宙技術研究会
- 慶應義塾大学: 宇宙科学総合研究会 LYNCS
- 慶應義塾大学: 高橋研究室: Keio Team Wolve‘Z
- 早稲田大学: WASA
- 東京理科大学: 木村研究室
- 東京農工大学：航空研究会
- 芝浦工業大学: S.S.T.
- 芝浦工業大学: Hopper’s
- 芝浦工業大学: 芝浦宇宙航空研究開発部 SHARXS
- 首都大学東京: 佐原研究室（宇宙システム研究室）
- 首都大学東京: さはらかん（学生団体）
- 東海大学: 衛星プロジェクト
- 神奈川工科大学: KAIT Space Project
- 神奈川工科大学: 川島研究室
- 金沢工業大学: 人工衛星開発プロジェクト
- 静岡大学: SATT
- 岐阜高専: 宇宙工学研究会
- 愛知工科大学: STELA（宇宙技術研究部)
- 愛知総合工科高校専攻科：AichiT&E
- 名古屋大学: NAFT
- 名古屋大学: 長野研究室NUSTEL
- 京都大学: LAURUS
- 大阪公立大学: 小型宇宙機システム研究センター（SSSRC）[9]
- 大阪工業大学:
- 福山大学: チーム不退転
- 新居浜高専: Green Earth Japan
- 鳥取大学: T-SAT
- 高知工科大学: KUT Rocket Project
- 九州大学: PLANET-Q
- 長崎大学: NUSE(Nagasaki University Space Engineerings)
- 九州工業大学: KITCATS
- 九州工業大学: KINGS
- 日本文理大学: NBU CANSATプロジェクト
- 鹿児島大学: K-springs
- 鹿児島大学: 中川研究室サイエンスクラブ

## その他
2016年夏の打ち上げを目標とする類似の大きさのポカリスエットのカプセルを月面に送るLUNAR DREAM CAPSULE PROJECTが進行中である。

## 参考資料
- 『CanSat-超小型模擬人工衛星』オーム社、2014年。ISBN 9784274505003。
- 川島, レイ『上がれ!空き缶衛星: CANSAT PROJECT』新潮社、2004年。ISBN 9784104684014。
- Rycroft, Michael J.; Crosgy, Norma; International Space University (2002). Smaller satellites: bigger business? : concepts, applications and markets. Kluwer Academic Publishers. ISBN 1-4020-0199-1
- "Micro Satellite Activities in Japan. Titech CanSat Project 2000: SUB-Orbital Flight and Balloon Experiment." (Article.) Tokyo Institute of Technology. ISSN 0911-551X